# Черето Гуиди
Черѐто Гуѝди (на италиански: Cerreto Guidi) е град и община в централна Италия, провинция Флоренция, регион Тоскана. Разположен е на 123 m надморска височина. Населението на града е 10 721 души (към 31 декември 2010 г.).